# The Tholian Web
"The Tholian Web" é o nono episódio da terceira temporada da série de ficção científica Star Trek, que foi ao ar pela primeira vez nos Estados Unidos em 15 de novembro de 1968 pela NBC. O episódio foi escrito por Judy Burns e Chet Richards, e começou sob a direção de Ralph Senensky, mas ele foi demitido durante a produção e acabou substituído por Herb Wallerstein.
No enredo, ao tentar resgatar a nave estelar USS Defiant, o Capitão James T. Kirk desaparece quando a nave morta é puxada para o interespaço. A Enterprise é então atacada pela espécie local, os tolianos.

## Enredo
A USS Enterprise chega em uma área não mapeada do espaço para responder a um pedido de socorro da USS Defiant. A nave é visível na tela da Enterprise, à deriva, porém os sensores não conseguem captá-la. Kirk, Spock, McCoy e Chekov se transportam para a Defiant e descobrem que todos a abordo estão mortos, aparentemente devido a um bizarro motim. Ao investigar a enfermaria da nave, McCoy consegue passar sua mão através de uma mesa, descobrindo que a nave está se dissolvendo.
Kirk imediatamente ordena que todos se transportem de volta para a Enterprise, porém Scotty explica que, devido as fraturas dimensionais no espaço, ele só poderá transportar três a bordo; Kirk decide ficar para trás. Quando Scotty tenta trazê-lo de volta, a Defiant desaparece levando o Capitão junto. Spock determina que devido a trava do transporte, Kirk ficou preso em uma fenda interdimensional, e que eles podem resgatá-lo na próxima interfase, que ocorrerá em duas horas.
Complicações aparecem quando Chekov fica furioso e ataca Spock na ponte. Aos poucos, outros membros da tripulação começam a ter surtos semelhantes e atacar uns aos outros, e McCoy e sua equipe trabalham freneticamente para tentar entender o por quê. Quando ele pede para Spock distanciar a Enterprise da Defiant, o vulcano explica que qualquer movimento no espaço enfraquecido pode distorcer as posições das duas naves e prejudicar o resgate de Kirk.
Faltando uma hora para a interfase, uma nave desconhecida aparece, dizendo que a Enterprise invadiu o espaço da Assembleia Toliana. Spock tenta explicar a situação, dizendo que eles estão esperando para resgatar seu Capitão. Loskene, o comandante toliano, concorda em esperar até a interfase antes de tomar qualquer atitude. Porém, quando ela ocorre, Kirk não aparece, e Spock sugere que a presença da nave toliana interferiu com a posição da Defiant. Os tolianos, achando que foram enganados, atacam a Enterprise, porém Spock contra-ataca e desabilita a nave. Entretanto, pouco tempo depois, outras naves aparecem e começam a construir uma rede ao redor da Enterprise, que se completa deixará a nave presa e à mercê dos tolianos.
Depois de um funeral ser realizado para o Capitão, Uhura vê Kirk flutuando no espelho de sua cabine. Pouco depois, Kirk aparece na ponte na frente de todos, e Spock acredita que ele ainda está vivo, porém com o oxigênio de seu traje espacial acabando. Depois de tentar calcular a localização de Kirk, Spock, no último minuto antes da rede toliana ser completada, ordena que a Enterprise entre em dobra máxima na esperança que Kirk seja levado junto com eles com a ajuda de um raio trator. Kirk acaba se rematerializando na sala do transporte, vivo e ileso, sendo acudido por McCoy.

## Produção
"The Tholian Web" foi escrito pelo casal Judy Burns e Chet Richards com a intenção de ganhar dinheiro para uma viagem de estudos para a África, inicialmente se chmando "In Essence – Nothing". Nessa primeira versão do roteiro, entregue em 1 de maio de 1968, a USS Defiant se chamava USS Scimitar e o toliano Loskene se chamava LoCene. Também na primeira versão, Burns havia criado a ideia de espíritos voando ao redor da Enterprise; entretanto, Gene Roddenberry havia especificado no guia dos roteiristas que todas as histórias de Star Trek tinham de ter embasamento científico e não poderiam ter eventos sobrenaturais não explicados. Assim, com a ajuda de um físico, ela criou a ideia da fenda interdimensional.
As filmagens começaram em 5 de agosto, inicialmente sob a direção de Ralph Senensky. Senensky usou lentes "fisheye" na câmera em algumas cenas para criar o ponto de vista de uma pessoa infectada pelo interespaço (ele já havia usado essa técnica em "Is There in Truth No Beauty?"). Porém, no decorrer das filmagens, Senensky foi demitido pelo estúdio e substituído por Herb Wallerstein. "The Tholian Web" introduz um novo traje espacial, desenhados pelo figurinista William Ware Theiss, substituindo aqueles vistos pela primeira vez em "The Naked Time". Os trajes eram uma peça única feita de lamê prata com o capacete tendo uma malha que servia como visor, permitindo que os atores respirassem com mais facilidade. As filmagens se encerraram no dia 12 de agosto.

## Remasterização
"The Tholian Web" foi remasterizado em 2006 como parte da remasterização de 40 anos da série original. O episódio foi ao ar na semana de 31 de março de 2007, ele foi precedido três semanas antes por "Wolf in the Fold" e seguido na semana seguinte por "The Immunity Syndrome". Além da remasterização de áudio e vídeo, e das tomadas computadorizadas da Enterprise que são padrão em todas as revisões, mudanças específicas para o episódio incluem:
- A USS Defiant foi substituída por um modelo digital e os efeitos da interfase foram melhorados.
- As naves tolianas foram redesenhadas e a rede de energia foi animada com efeitos pulsantes.

## Recepção
Zack Handlen, da The A.V. Club deu ao episódio uma nota "B+", elogiando as interações entre Spock e McCoy e por o episódio ter seu enredo baseado em uma coleção de circunstâncias ao invés de em um evento ou alienígena específico. "The Tholian Web" é, junto com The Trouble with Tribbles", um dos episódios favoritos da atriz Nichelle Nichols; ela comenta, "achamos que Kirk está morto e eu o vejo flutuando pelas paredes no meu aposendo. Isso foi divertido de se fazer – é claro, eu gostava de qualquer coisa que me tirava do uniforme".
Star Trek foi indicado ao Primetime Emmy Award de Realização Especial (Howard A. Anderson Company, The Westheimer Company, Van der Veer Photo Effects e Cinema Research) pelo trabalho nos efeitos visuais criados para "The Tholian Web".